# Fallo Loubet
El Fallo (o Laudo) Loubet fue una sentencia arbitral dictada el 11 de septiembre de 1900 por el entonces presidente de francés Émile Loubet en la ciudad de Rambouillet (Francia) con el objetivo de resolver las diferencias limítrofes entre las Repúblicas de Colombia y Costa Rica.

## Antecedentes

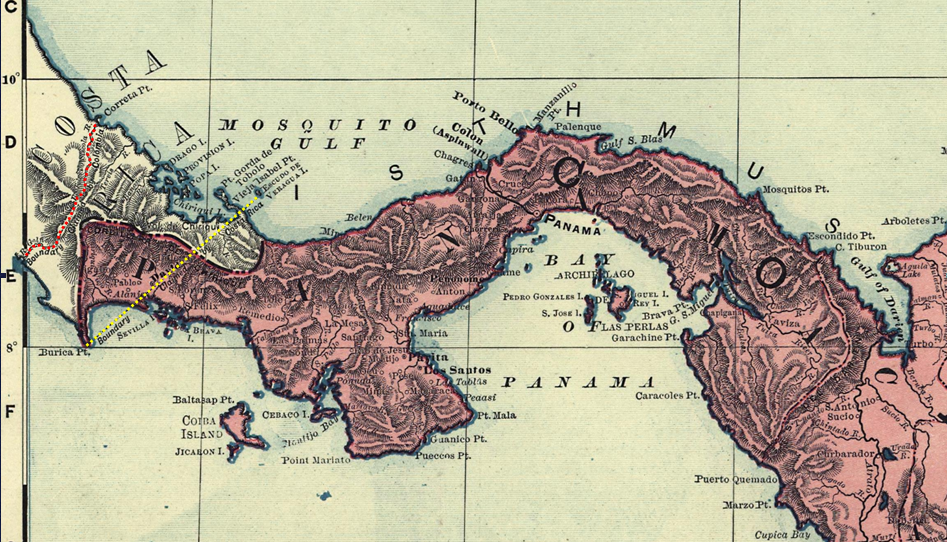
Detalle del departamento de Panamá en 1898. La línea punteada en rojo representa la máxima aspiración colombiana, la línea punteada en amarillo la máxima aspiración costarricense

La disputa de límites entre ambos países se remontaba a los años de la independencia. Con base en una real cédula del 20 de noviembre de 1803 Colombia por medio del principio del uti possidetis iuris reclamó para sí gran parte de Mosquitia hasta el cabo Gracias a Dios, nombre que se daba al actual litoral caribeño de Nicaragua, y por añadidura toda la costa de Costa Rica en el Caribe. Por su parte Costa Rica, con base en una real cédula del 1 de diciembre de 1573, reclamaba como límite una línea que partía de la isla Escudo de Veraguas en el Atlántico, y terminaba en la desembocadura del río Chiriquí Viejo en el Pacífico. En 1836, una fuerza armada colombiana ocupó la región de Bocas del Toro y expulsó de allí a las autoridades de la República Federal de Centro América. Esto inició propiamente la disputa de fronteras. Colombia y Costa Rica firmaron varios convenios limítrofes para tratar de resolver el problema, pero ninguno fue ratificado por ambas partes: el tratado Carrillo-Obarrio con el Estado del Istmo de 1841, que fue anulado en 1842, el tratado Calvo-Herrán de 1856, el tratado Castro-Valenzuela de 1865 y el tratado Montúfar-Correoso de 1873. Por medio de la convención Castro-Quijano de 1880 ambos países acordaron llevar el asunto al arbitraje del rey de Bélgica y en su defecto al del rey de España. Sin embargo, debido a una oficiosa intervención de los Estados Unidos, el rey Leopoldo II de Bélgica se excusó de arbitrar. La Corona española aceptó el arbitraje, pero la muerte de Alfonso XII de España en 1885 hizo surgir algunas dudas sobre si se continuaba. Mediante la convención Fernández-Holguín de 1886, Colombia y Costa Rica confirmaron a la Corona española como árbitro. Cuando estaba por vencerse el plazo para la presentación de los alegatos, Colombia se retiró unilateralmente del juicio arbitral, y el Gobierno español dio por concluida su participación en el asunto.
En 1896 Colombia y Costa Rica firmaron la convención Esquivel-Holguín y nombraron como árbitro al Presidente de Francia. Como abogado de Colombia actuó don Francisco Silvela y como abogado de Costa Rica don Manuel María de Peralta y Alfaro. Por muerte del Presidente Félix Faure, la función arbitral recayó en su sucesor, Émile Loubet.

## Sentencia y trazado de límites

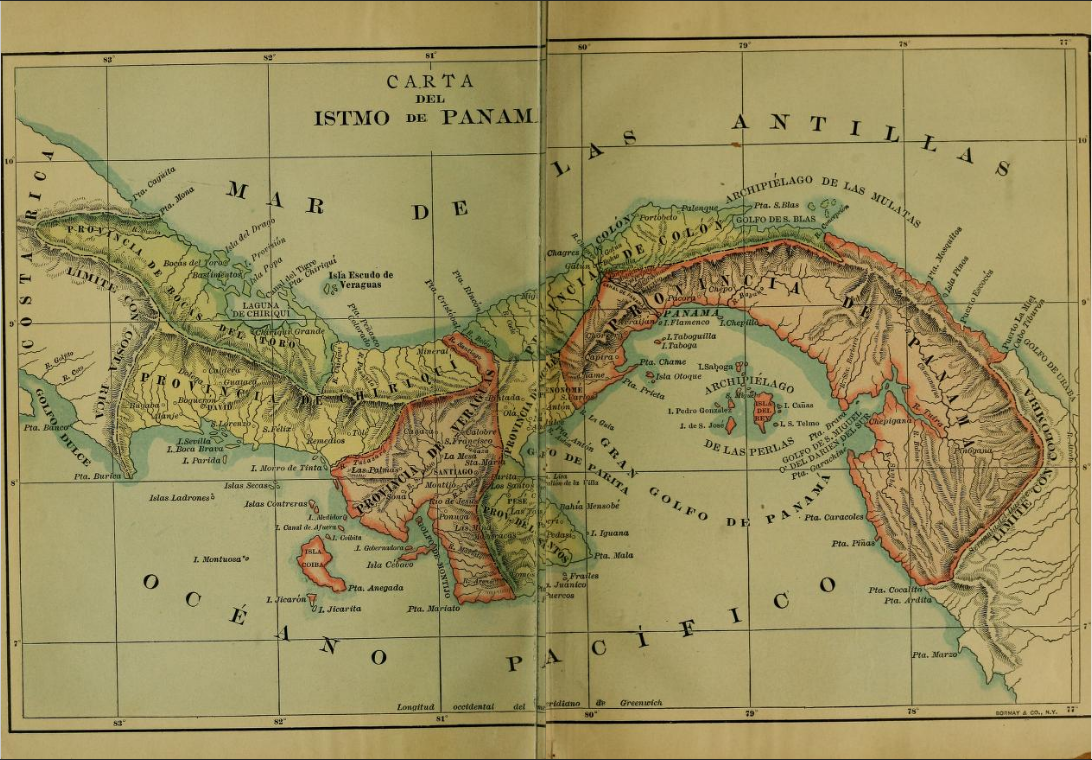
Mapa de Panamá de 1905, con la línea Loubet como límite con Costa Rica.

Tras examinar la documentación presentada por las partes al gobierno francés, Émile Loubet dictó su sentencia arbitral el 11 de septiembre de 1900, definiendo el límite común de la siguiente forma:

La frontera entre las Repúblicas de Colombia y Costa Rica estará formada por el contrafuerte de la cordillera que arranca de la punta Mona en el océano Atlántico y cierra al norte el valle del río Tarire o río Sixaola, y luego por la cadena de división de aguas entre el Atlántico y el Pacífico, hasta el 9° de latitud próximamente; seguirá después la línea división de las aguas entre el Chiriquí Viejo y los afluentes del golfo Dulce, para ir a terminar en la punta Burica en el océano Pacífico.

En lo que toca a las islas, grupos de islas, islotes y bancos situados en el océano Atlántico con aproximidad a la costa, al este, y al sudeste de la punta Mona, esas islas, sea cual fuere su número y su extensión, harán parte de la jurisdicción colombiana, y las que están al oeste y noroeste de dicha punta, pertenecerán a la República de Costa Rica. En cuanto a las islas más distantes del continente y comprendidas entre la Costa de Mosquitos, y el Istmo de Panamá, especialmente Mangle Chico, Mangle Grande, Cayos de Alburquerque, San Andrés, Santa Catalina, Providencia, Escudo de Veraguas, así como cualesquiera otras islas, islotes y bancos que antes dependieron de la antigua Provincia de Cartagena, bajo la denominación de Cantón de San Andrés, es entendido que el territorio de esas islas, sin exceptuar ninguna, pertenece a los Estados Unidos de Colombia.

Sobre el océano Pacífico, Colombia poseerá igualmente, contando de las islas Burica y comprendidas esas mismas, todas las islas situadas al este de la punta del mismo nombre; y las que quedan al oeste de esa punta se adjudican a Costa Rica.

## Consecuencias
La línea de Loubet no satisfizo las pretensiones de ninguna de las dos partes y al parecer había sido formulada con el ánimo de llegar a una solución intermedia entre ambas, si bien ese no había sido el objeto del arbitraje. Además, en la vertiente del Caribe la línea era muy imprecisa, y según como se interpretase, podía incluso llevar a una eventual nulidad del fallo por estar viciado de ultra petita. La interpretación más publicitada fue la que hizo Manuel María de Peralta y Alfaro (marqués de Peralta), quien planteó que el laudo identificaba los ríos Tarire y Sixaola como uno solo, cuando en la realidad este último está formado por la unión del Tarire con el Yorkín, y al referirse en su texto al valle del Tarire (el cual se corresponde con el actual cantón de Talamanca en Costa Rica) abarcaría un territorio que Colombia no pedía. Ante una solicitud de aclaración formulada por Costa Rica el 20 de septiembre al Ministro de Asuntos Exteriores de Francia Théophile Delcassé, este respondió con una nota ambigua, diciendo que en su criterio habría inconvenientes para precisar la línea en un mapa y se desentendió del asunto, diciendo que el presidente Loubet se remitía al espíritu de conciliación y buena inteligencia que había inspirado a los países litigantes.
Debido a que en aquel momento Colombia sufría la Guerra de los Mil Días, no fue posible sino hasta 1901 que los gobiernos de ambos países entraran en comunicación para la ejecución del laudo. En enero de ese año el ministro colombiano Lorenzo Marroquín viajó a Costa Rica para hacerse cargo del asunto. El gobierno costarricense no lo recibió puesto que el presidente Rafael Iglesias Castro se encontraba enfermo. Marroquín entonces declaró que se conformaría una comisión a finales de 1901 para realizar los intercambios de territorios y amojonamiento respectivo, y luego se retiró del país. En 1903 Panamá se separó de Colombia y sucedió a Colombia como país fronterizo.
Como el problema se mantuvo sin solución, en el año de 1910 los gobiernos de Costa Rica y Panamá firmaron la convención Anderson-Porras mediante la cual aceptaron la frontera trazada por el Laudo Loubet en la vertiente del Pacífico (línea Anderson-Porras) y acordaron someter la interpretación de la delimitación en la vertiente del Caribe al arbitraje del presidente de la Corte Suprema de Justicia de los Estados Unidos. Éste falló el asunto en 1914 mediante el Fallo White, que fue objetado por Panamá.